# Muziekinstrumentenmuseum (Leipzig)
Het Muziekinstrumentenmuseum (Duits, voluit: Museum für Musikinstrumente der Universität Leipzig) is een museum in Leipzig. Het is gevestigd in het Grassimuseum aan de Johannisplatz nabij het centrum. Het maakt deel uit van de Universiteit Leipzig en richt zich op muziekinstrumenten.

## Geschiedenis
In 1886 opende de Nederlander Paul de Wit een museum voor historische muziekinstrumenten in Leipzig totdat hij de collectie in 1905 verkocht aan de papierhandelaar Wilhelm Heyer. Die opende op zijn beurt in 1913 het Musikhistorische Museum Wilhelm Heyer, waarin hij verschillende collecties toonde, waaronder van De Wit, van de Florentijnse baron Alessandro Kraus en de Pruise fabrikant Ibach. In 1926 werd de collectie gekocht door de Universiteit Leipzig die daarin financieel werd ondersteund door de regering van Saksen en de uitgever C.F. Peters. In 1929 werd het museum geopend in het nieuwe Grassimuseum.
Tijdens de Tweede Wereldoorlog werd een deel verwoest tijdens de bombardementen van Leipzig in 1943, waaronder het archief en de bibliotheek. Ook werd er tijdens de oorlog een deel verstopt, waarvan er ook stukken verloren gingen door de bombardementen, maar ook door diefstal.
Vanaf de jaren vijftig werd begonnen aan de renovatie en werd het museum weer heropend. Sindsdien is de collectie ook verder aangevuld. Met rond 10.000 stukken behoort het met het Muziekinstrumentenmuseum in Brussel en het Musée de la musique in Parijs tot de grootste Muziekinstrumentenmusea van Europa.

## Collectie
De vaste collectie toont de belangrijke tijdperken in de muziekgeschiedenis en instrumentenbouw, in het bijzonder vanuit Leipzigs gezichtsveld. Het museum is chronologisch opgebouwd in dertien secties.
De oudste stukken dateren uit de 16e eeuw. In het museum bevinden zich strijk-, snaar- en tokkel-, blaas-, toets- en slaginstrumenten. Daarnaast zijn er ook mechanische muziekinstrumenten te zien, aanverwante stukken zoals klokken, een testlaboratorium en verder nog een archief en documentatiemateriaal.
In 1979, ten tijde van de DDR, werd een serie postzegels uitgegeven die het museum tot onderwerp hebben.

### Galerij
Hieronder volgt een galerij van stukken die in het museum zijn te zien:

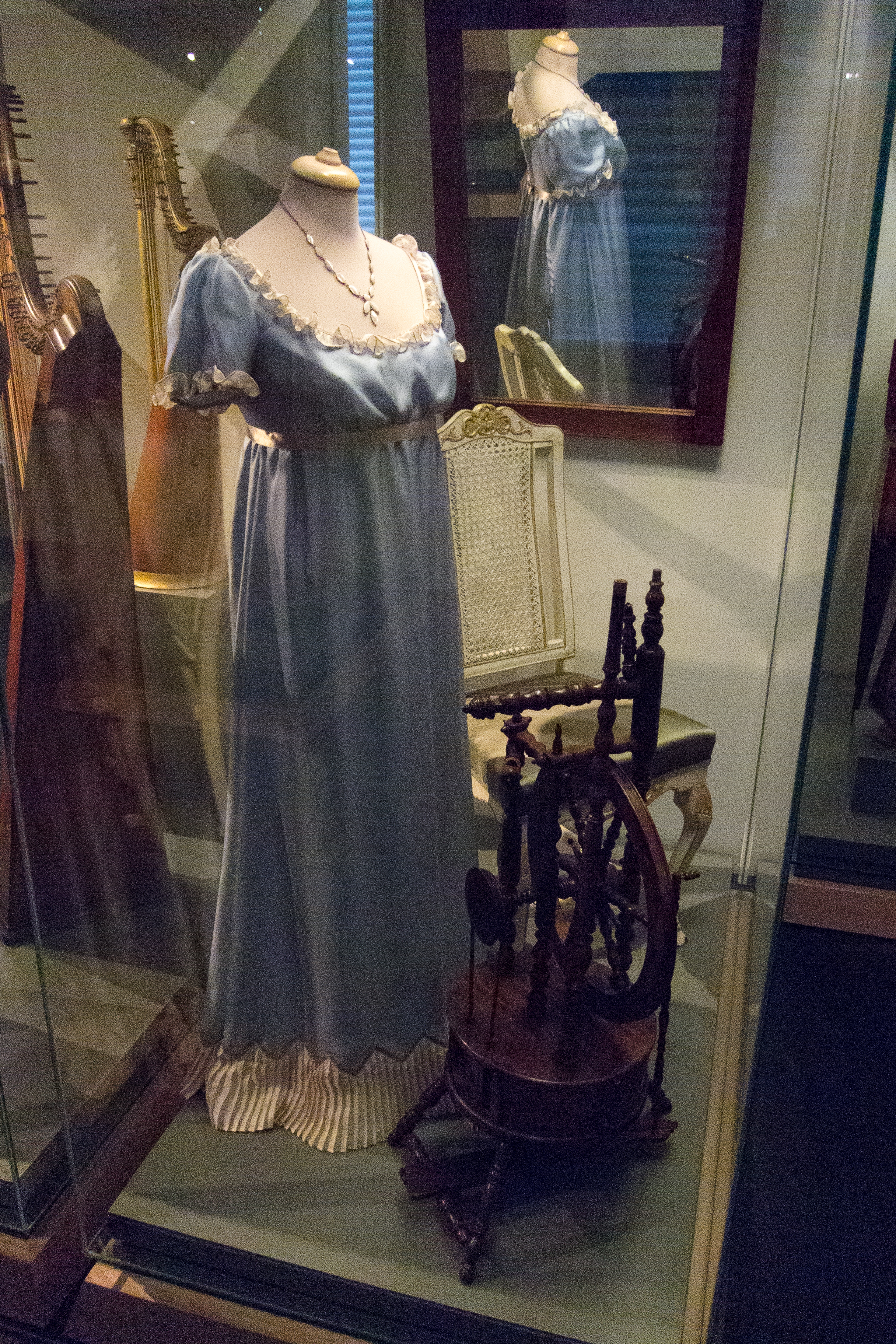
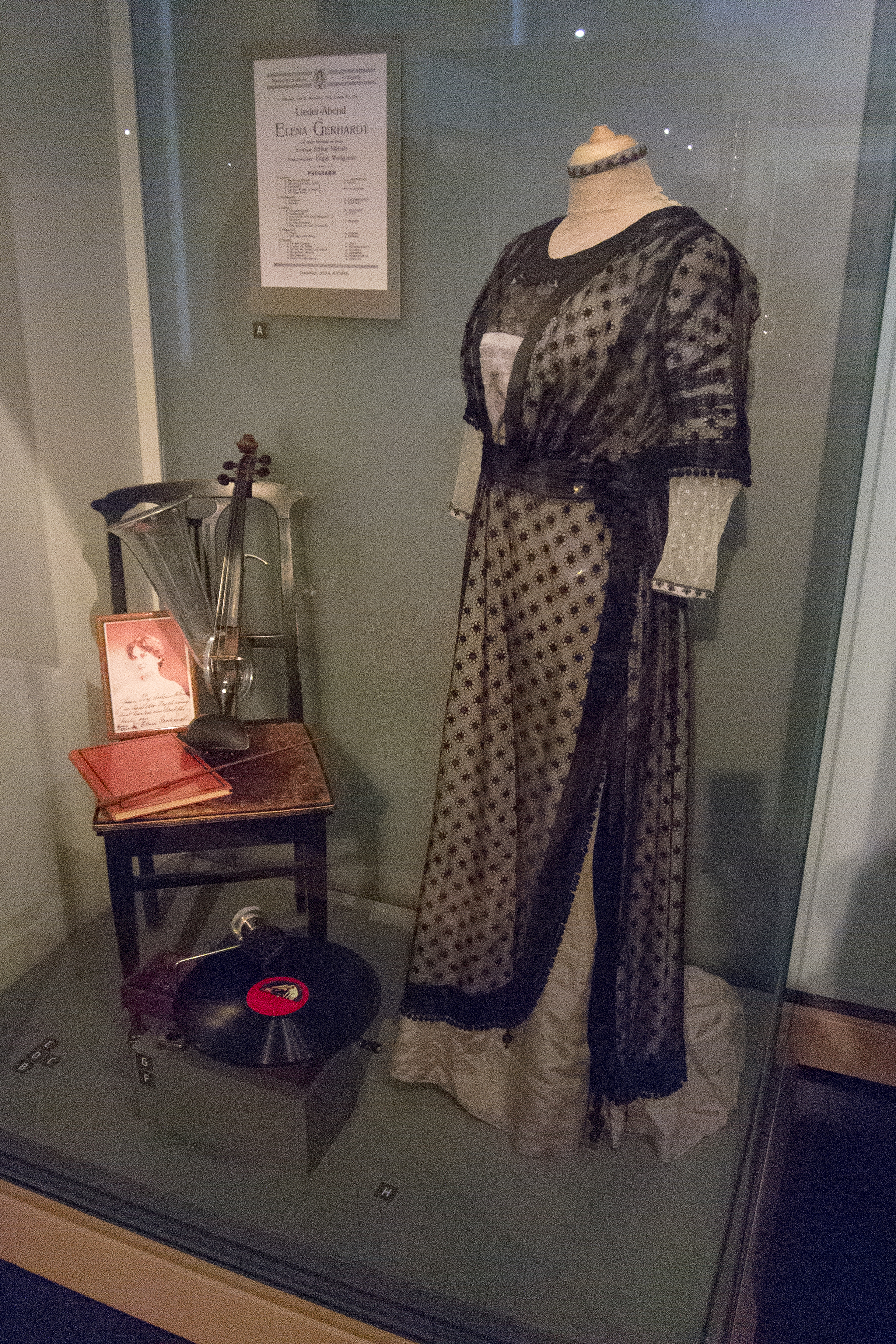
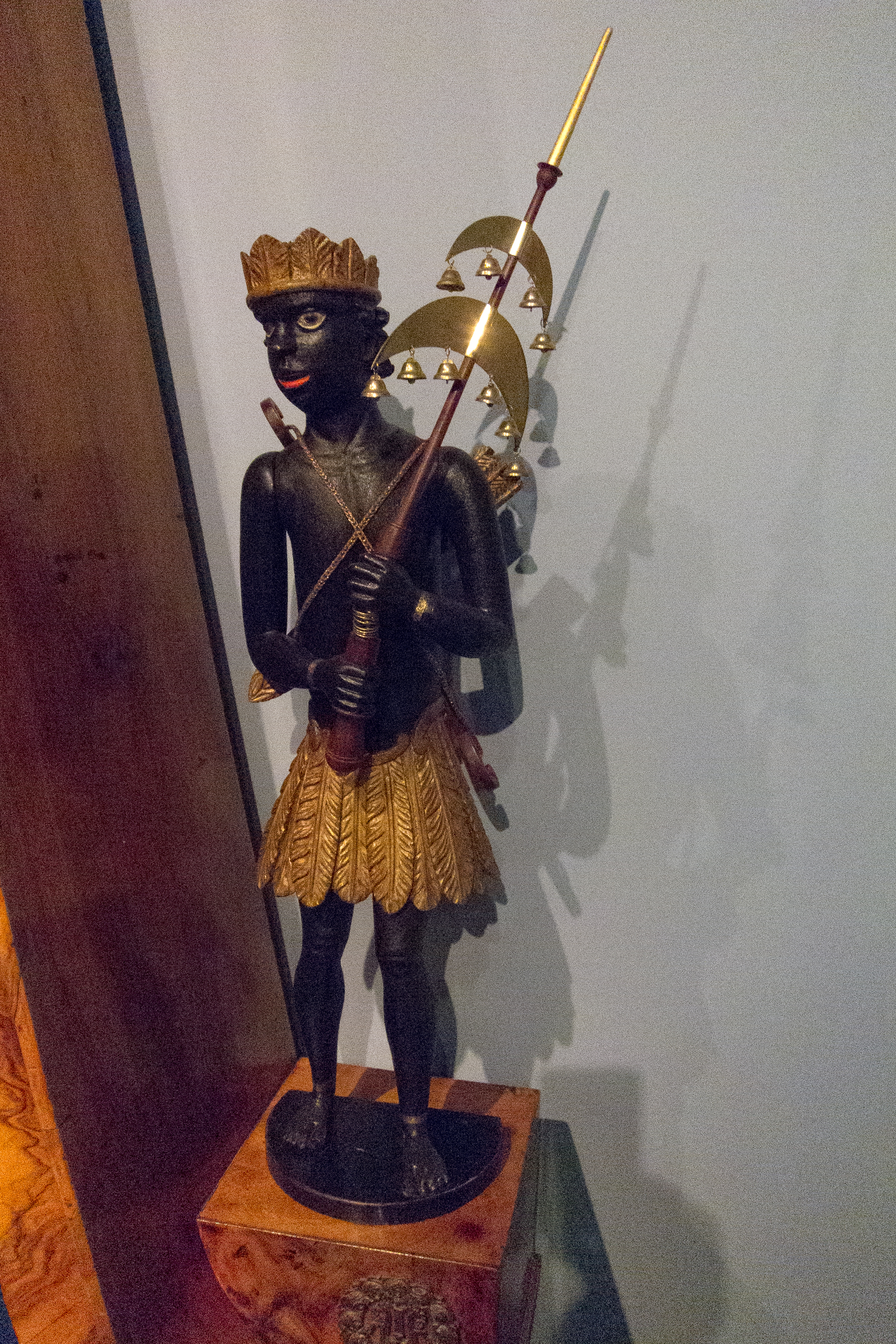
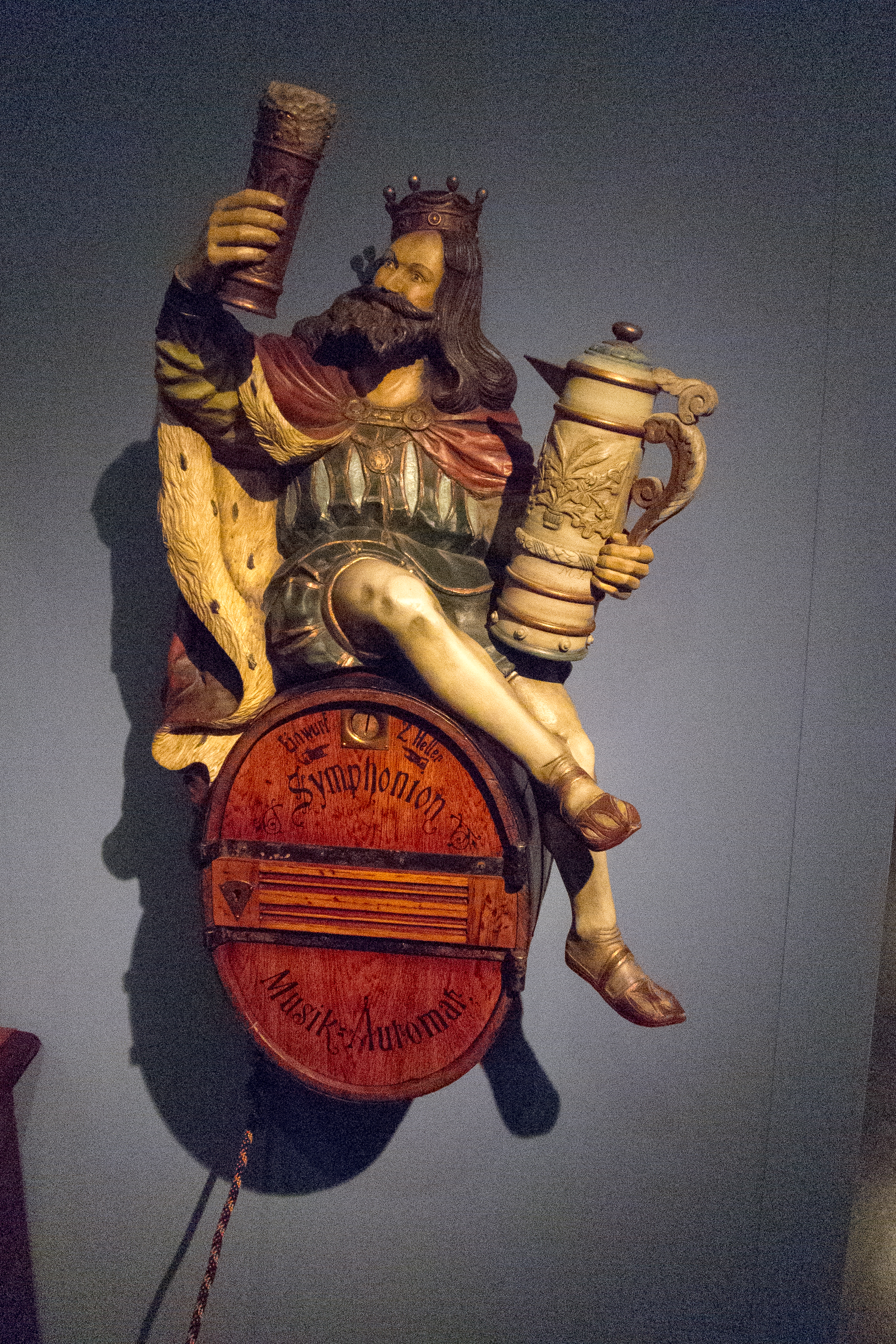
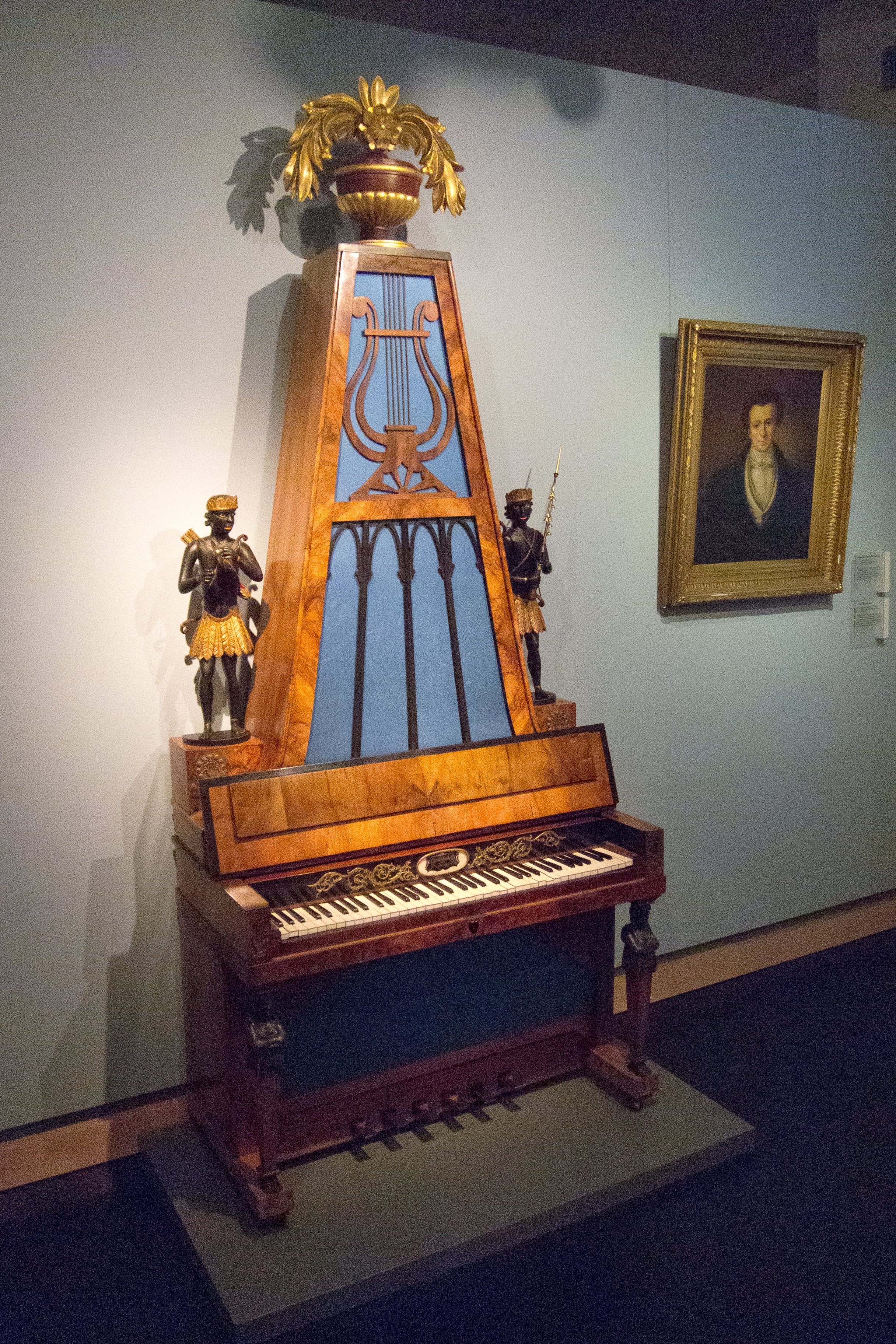
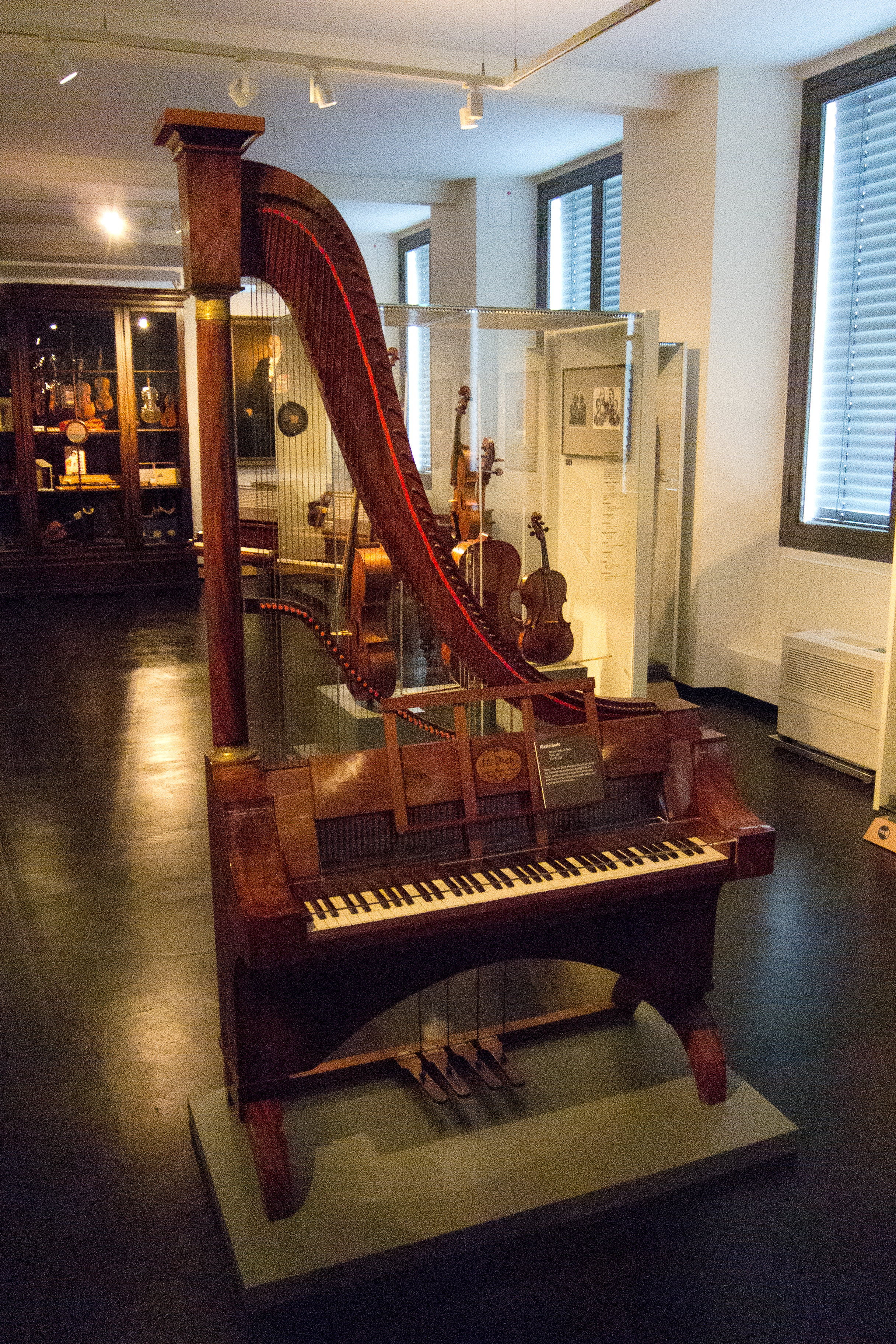
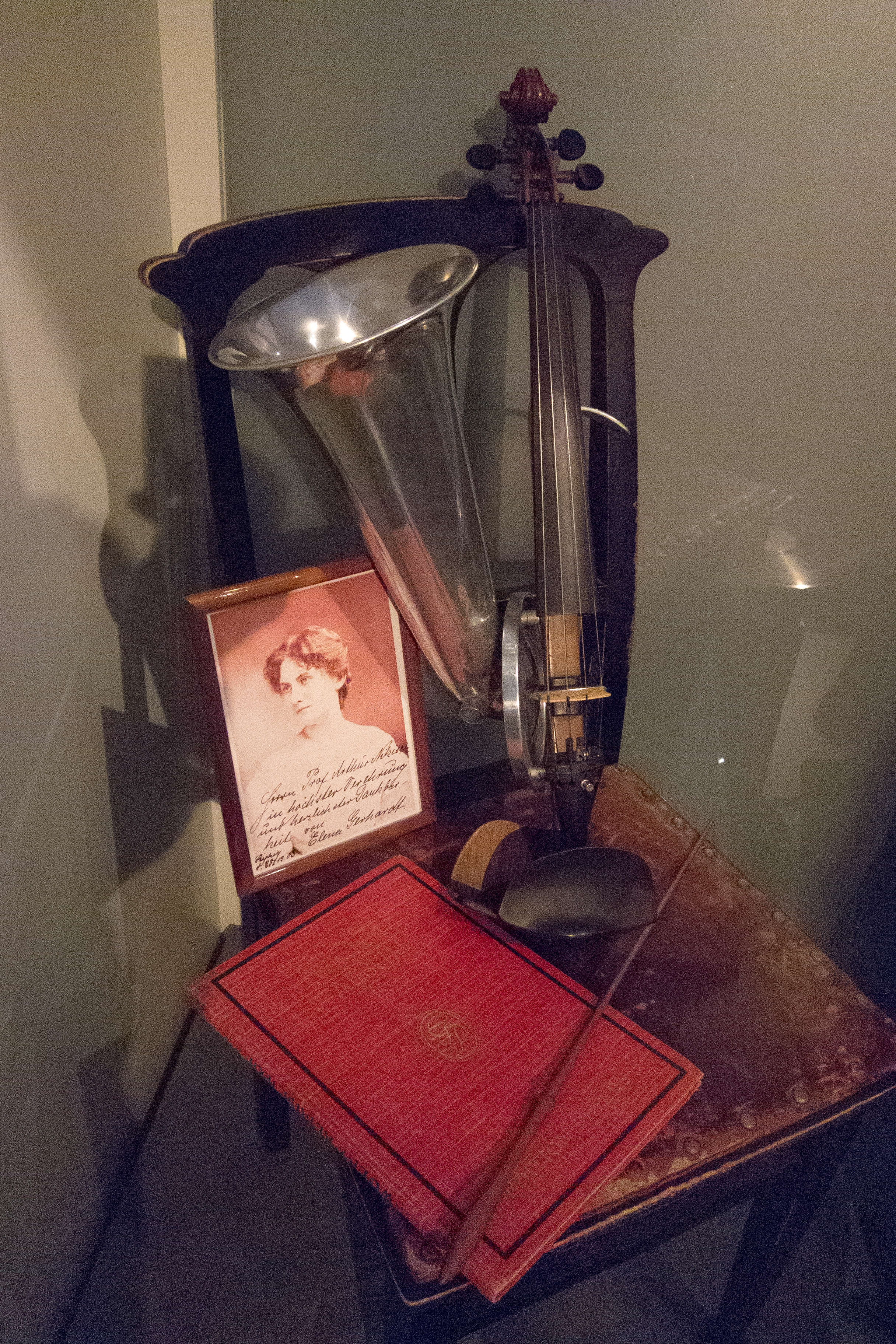
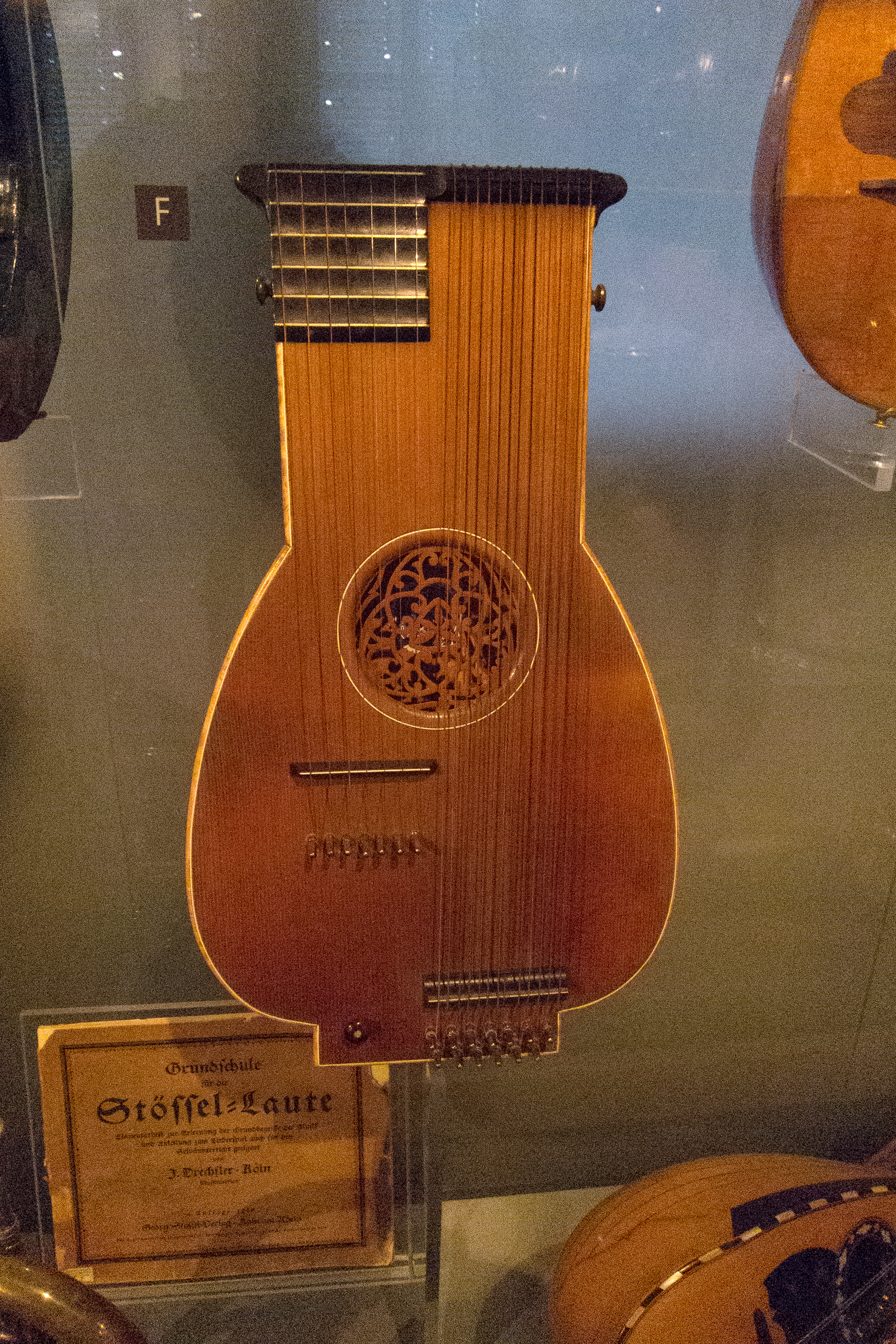
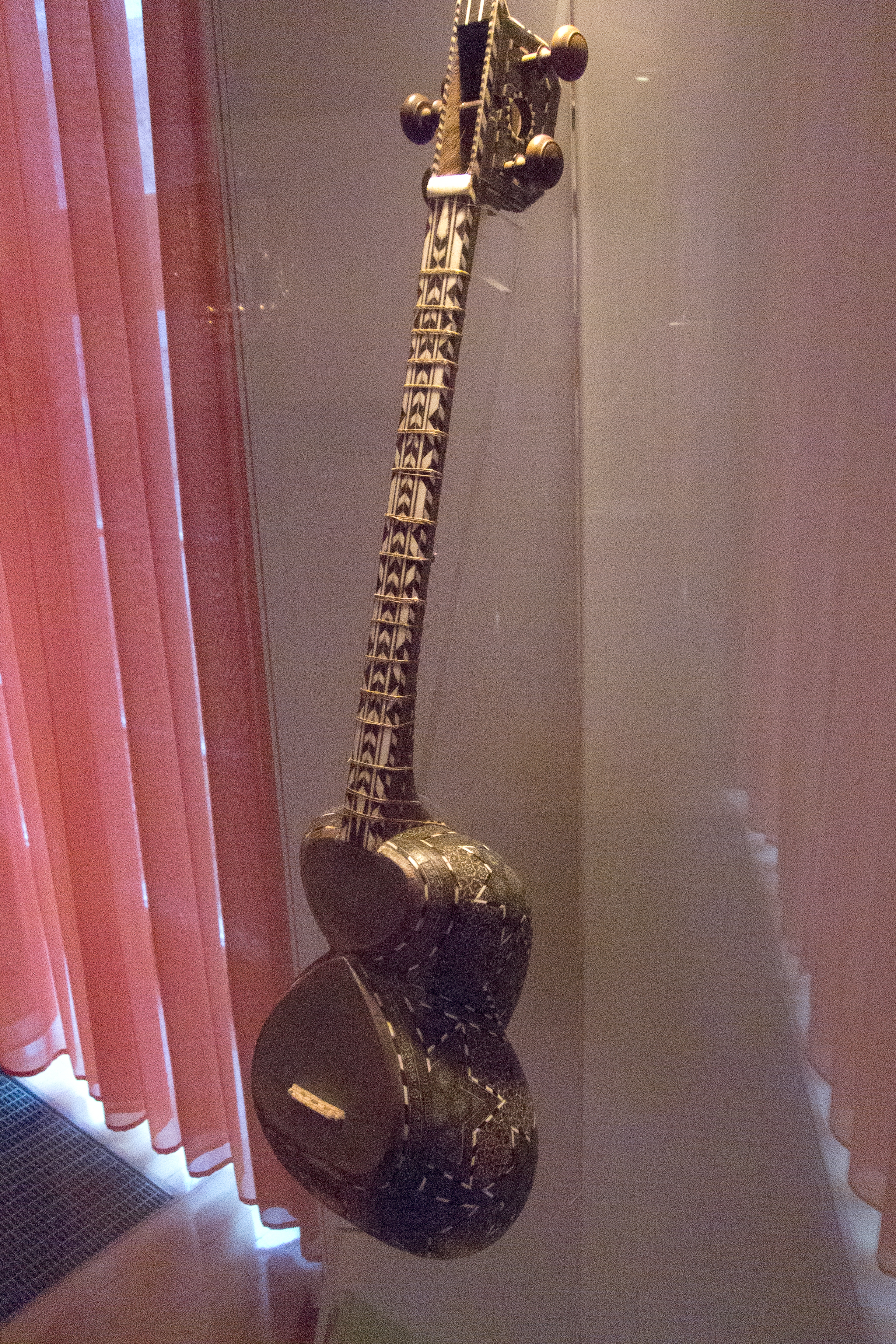
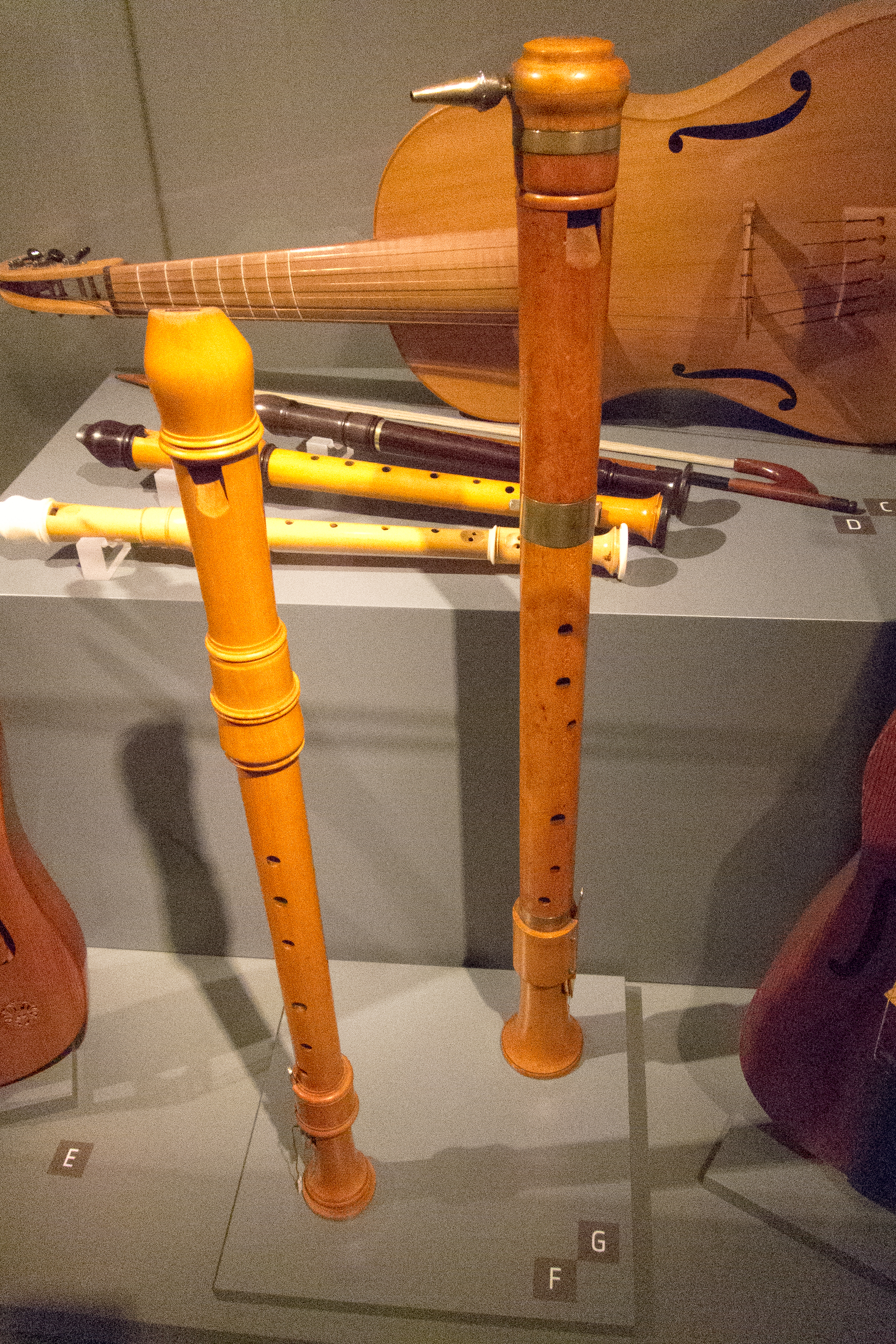
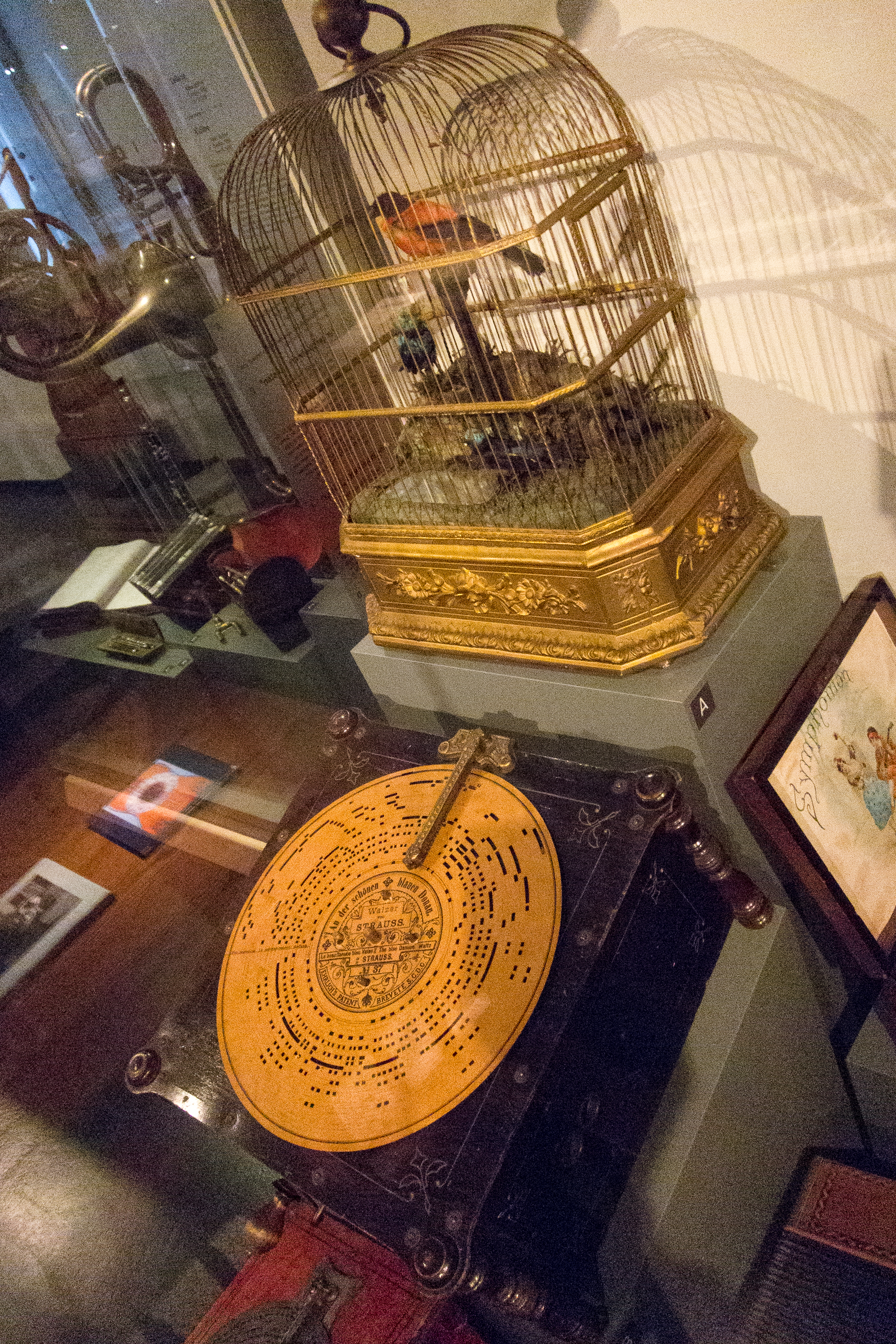